# Aranyosvállú mulgapapagáj
Az aranyosvállú mulgapapagáj (Psephotellus chrysopterygius), korábban aranyosvállú papagáj, a madarak osztályának papagájalakúak (Psittaciformes) rendjébe és a szakállaspapagáj-félék (Psittaculidae) családjába tartozó faj.

## Előfordulása
Ausztrália északkeleti részén honos, viszonylag kis területen. Száraz trópusi füves puszták lakója.

## Megjelenése
Testhossza 27 centiméter. A hím nyak- és mellrésze kék, hasa piros, vállán aranyló sárga folt található. Hosszú türkizkék külső faroktollai vannak. A tojó sárgás-zöldes színű.
|  |

## Életmódja
Talajon keresgéli magokból, fűfélékből, virágokból és rügyekből álló táplálékát.

## Szaporodása
Termeszvárak oldalába vájt üregbe készíti fészkét.